# 教育商法
教育商法（きょういくしょうほう）とは就学している子供を持つ親を対象として学習教材などを売る商法。
数年分で数十万円になる高額な教材を一度に送付することが特徴。
クレームなども多数寄せられており、自治体は問題商法であるとして注意を呼び掛けている。